# Saint-Pierre-de-Juillers
Saint-Pierre-de-Juillers település Franciaországban, Charente-Maritime megyében. Lakosainak száma 347 fő (2022. január 1.). Saint-Pierre-de-Juillers La Brousse, Cherbonnières, Les Églises-d’Argenteuil, Paillé, Saint-Martin-de-Juillers és Varaize községekkel határos.

## Népesség
A település népessége az elmúlt években az alábbi módon változott:
| Lakosok száma | 473  | 379  | 366  | 385  | 359  | 367  | 363  | 348  | 347  | 347  |
|               | 1968 | 1982 | 1990 | 2006 | 2013 | 2015 | 2017 | 2019 | 2020 | 2022 |